# Ель-4

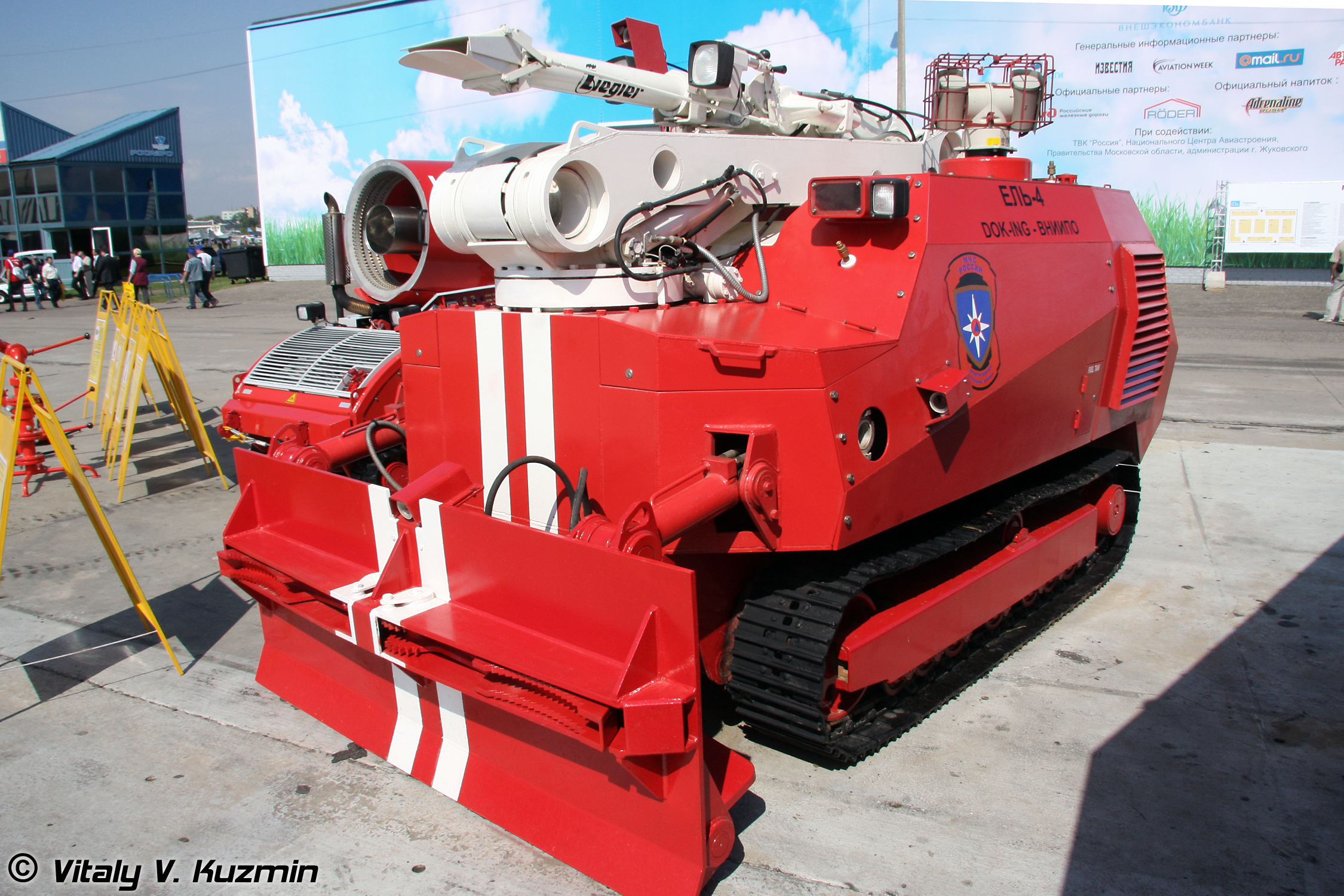
Ель-4

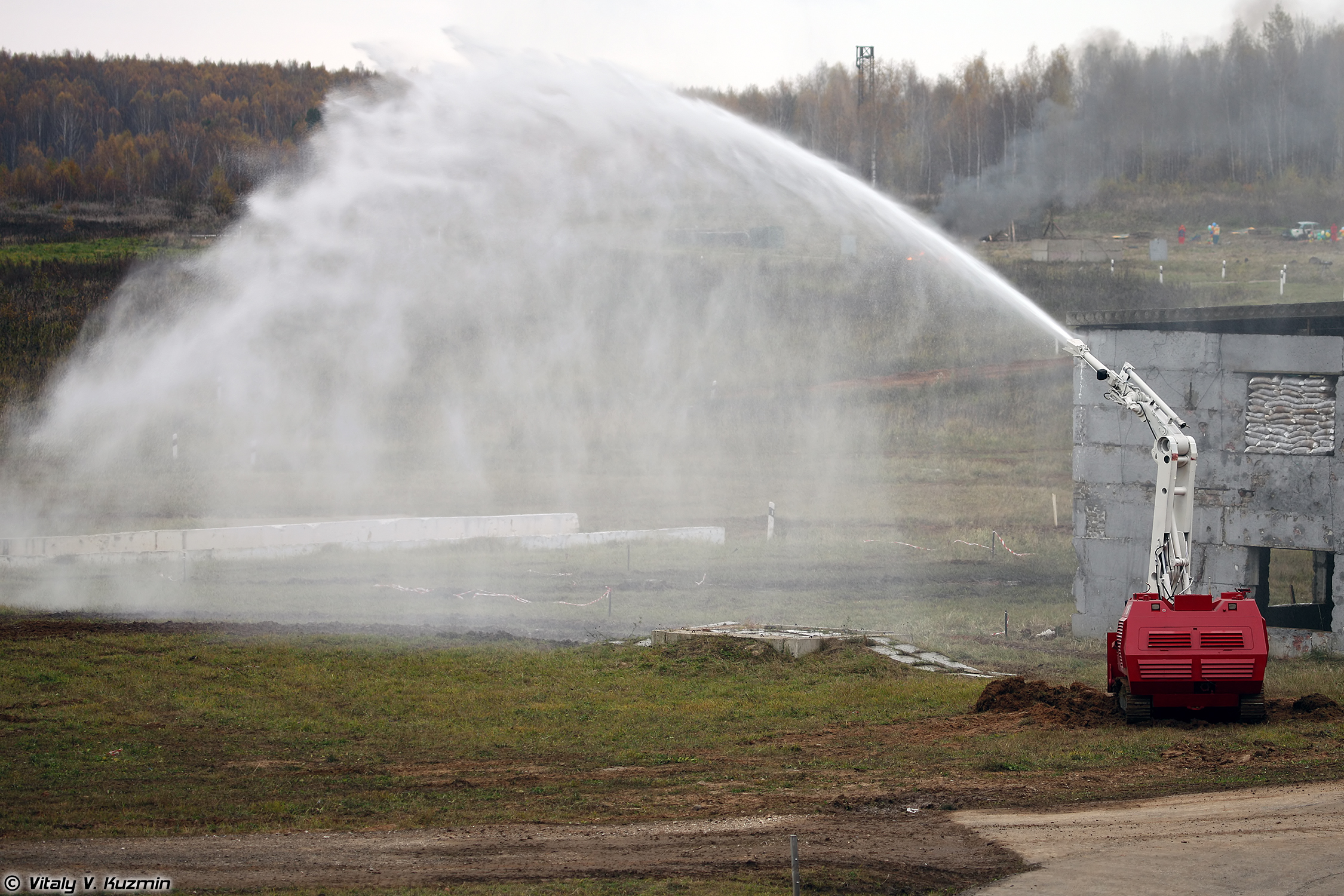
робот в действии

«Ель-4» — робототехнический комплекс пожаротушения среднего класса. Комплекс разработан для проведения работ в условиях высоких температур, на минных полях, в зонах химических предприятий, на территориях очистных сооружений и атомных станций, в условиях представляющих опасность жизни и здоровью спасателей. «Ель-4» разработан ВНИИПО.
Впервые для журналистов комплекс «Ель-4» был представлен в 2013 году на полигоне в городе Красноармейск (Московская область).

## Характеристики
Роботизированный комплекс предназначен для разведки, разборки завалов, спасательных работ и тушения огня в условиях современных техногенных аварий, сопровождаемых повышенным уровнем радиации, наличием отравляющих и сильнодействующих веществ в зоне работ, осколочно-взрывным поражением. В качестве инженерного вооружения используется комбинированный бульдозерный нож с гидравлическим схватом и 3-звенная рука-манипулятор, установленная в передней части машины. Управление роботом происходит по радиосигналу на расстоянии до 2 км. Тушение может производится водой с использованием внутренних емкостей или с подачей из внешнего источника по рукаву.
По заказу МЧС России систему видеонаблюдения, управления и гамма-поиска для роботизированного комплекса «Ель-4» в 2007—2008 годах разрабатывал отдел «Проектирования и конструкция робототехнических систем» НИИ СМ МГТУ им. Н. Э. Баумана.
| Масса снаряженная                                                | 9,2 т                         |
| Масса в сухую                                                    | 7,2 т                         |
| Габаритные размеры с инструментами                               | 3648 × 2000 × 1975 мм         |
| Габаритные размеры без инструментов                              | 3131 × 1983 × 1734 мм         |
| Параметры двигателя                                              | Perkins 1106C-E60TA 129,5 кВт |
| Преодолеваемый подъём на твёрдом сухом грунте с полной нагрузкой | 30°                           |
| Масса груза переносимого схватом                                 | до 500 кг                     |
| Дальность водяной пушки (вода)                                   | 70 м                          |
| Дальность водяной пушки (пена)                                   | 50 м                          |
| Расход воды на стволе-мониторе                                   | 1200 л/мин                    |
| Скорость передвижения                                            | до 10 км/ч                    |
| Управление с ПДУ по радиоканалу на открытой местности            | до 2000 м                     |
| Объём водяного бака                                              | 1,4 т воды + 0,5 т пены       |

## Эксплуатация
Особенностью применения робототехнического комплекса «Ель-4» является попеременное взаимодействие с тяжёлыми комплексами и сапёрами. Тяжёлая инженерная техника расчищает проходы в направление очагов пожара или заражения. Средний комплекс «Ель-4» в режиме дистанционного управления производит пожаротушение и разведку, после устранения непосредственной опасности для людей на территорию входят пожарные, сапёры или спасатели .
В летом 2010 года «Ель-4» был использован для тушения пожаров в непосредственной близости к Федеральному ядерному центру Саров (Нижегородская область).
В 2011 году комплекс «Ель-4» был успешно применён при пожарах на 99-м военном арсенале в поселке Урман (Башкирия) и 102-м военном арсенале рядом с посёлком Пугачёво (Удмуртия).

## Оценки проекта
По мнению Алексея Бойко, обозревателя сайта Robotrends.ru, «Ель-4» «является „творческой переработкой“ пожарного робота MVF-5 DOK-ING Хорватия, выполненной во ВНИИ пожарной охраны РФ». Журналист «Авторевю» Фёдор Лапшин обращал внимание, что «Ель-4 оснащена 140-сильным мотором той же модели Perkins 1106, что стоит на хорватском роботе-сапере».
Участники научно-практической конференции «ПРЕДОТВРАЩЕНИЕ. СПАСЕНИЕ. ПОМОЩЬ», проходившей в 2020 году в Академии гражданской защиты МЧС России (город Химки) отмечали, что подача воды по рукавным линиям не обеспечивает достаточного объёма для непрерывной работы комплекса «Ель-4»: рукав обеспечивает подачу 25 л/с, а насосный агрегат комплекса имеет производительность 30 л/с. Это приводило к тому, что длительность пожаротушения на максимальных оборотах составляла 2,5 минуты, затем следовала пауза 4—5 минут для заполнения бака. Кроме этого, отмечалось, что габариты и масса «Ель-4» ограничивают применение комплекса на территории с высокой плотностью застройки и внутри помещений.